# Honda P3

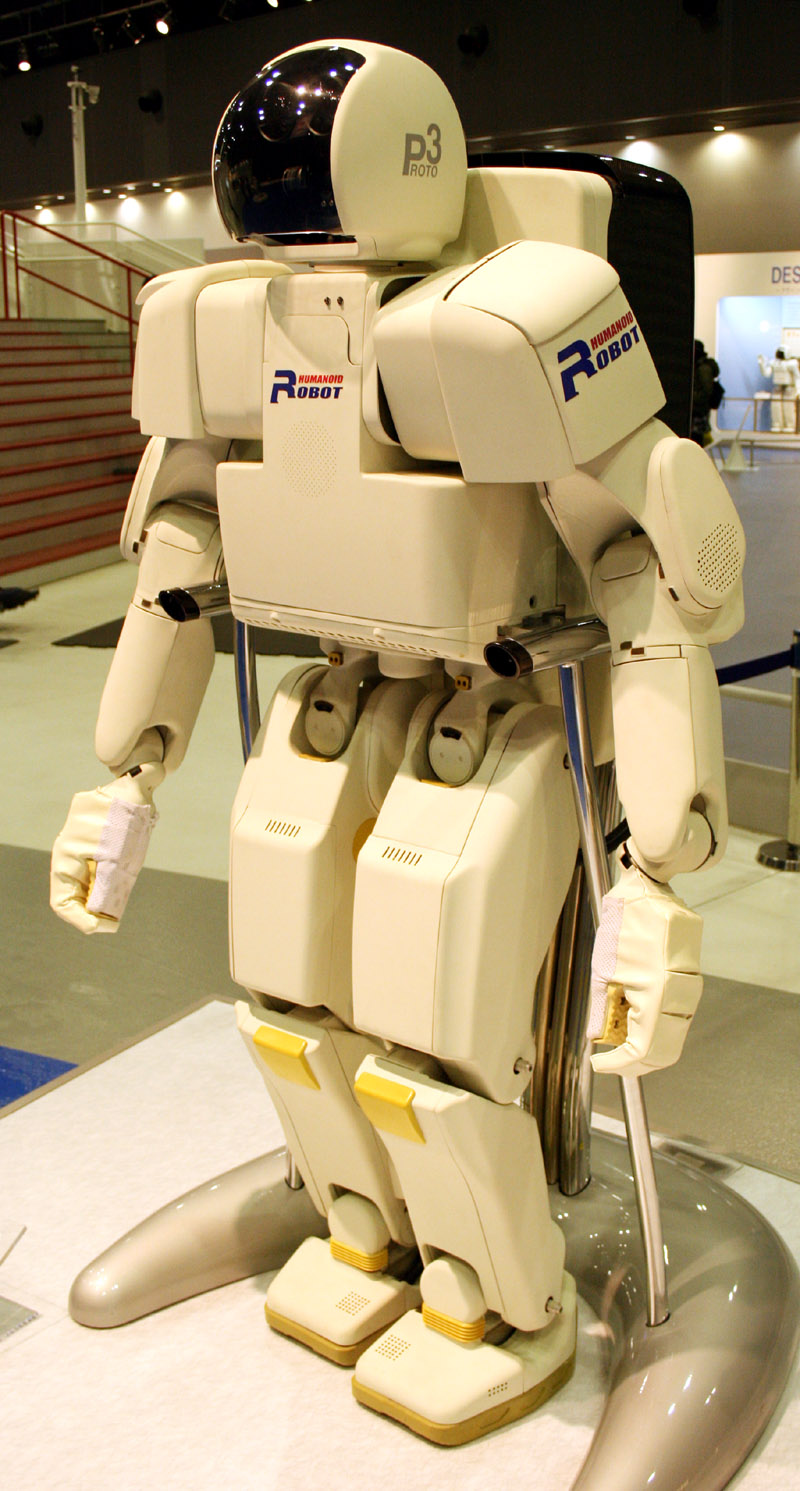
Honda P3

P3 je humanoidní robot, který zkompletovali v září 1997 ve společnosti Honda. Je následovníkem robota P2 a předchůdcem populárního robota Asimo.

## Základní parametry
- Rozměry: 160 × 55,5 × 60 cm
- Hmotnost: 130 kg
- Maximální rychlost pohybu: 2,0 km/h
- Doba funkčnosti: 25 min
- Napájení: Ni-Zn baterie, 138 V, 6 Ah

## Stupně volnosti (DOF)
- Dolní končetina: 6 DOF
- Horní končetina: 7 DOF
- Ruka: 1 DOF